# Gladiolus varius
Gladiolus varius är en irisväxtart som beskrevs av F.Bolus. Gladiolus varius ingår i släktet sabelliljor, och familjen irisväxter. Inga underarter finns listade i Catalogue of Life.